# جرج ر. ایستهام
جرج ر. ایستهام (به انگلیسی: George R. Eastham) بازیکن فوتبال زادهٔ ۱۳ اوت ۱۹۱۴ اهل انگلستان بود که سابقهٔ بازی در تیم ملی فوتبال انگلستان را در کارنامهٔ خود دارد. وی در تاریخ ۱۳ مه ۱۹۳۵ تنها بازی ملی خود را در مقابل تیم ملی فوتبال هلند انجام داد.